# Lavannes
Lavannes är en kommun i departementet Marne i regionen Grand Est (tidigare regionen Champagne-Ardenne) i nordöstra Frankrike. Kommunen ligger i kantonen Bourgogne som tillhör arrondissementet Reims. År 2022 hade Lavannes 573 invånare.

## Befolkningsutveckling
Antalet invånare i kommunen Lavannes
| Referens: INSEE |